# 杆城駅
杆城駅 （カンソンえき）は、大韓民国江原道高城郡にかつて存在した駅である。

## 利用可能な路線
- 東海北部線

## 駅周辺
杆城邑内のレンガ工場近くにプラットフォームの跡が残っている。

## 歴史
- 1935年11月1日 - 朝鮮総督府鉄道の東海北部線の暫定終着駅として開業。
- 1937年12月1日 - 東海北部線が襄陽駅まで開通し、途中駅となる。
- 1945年 - 朝鮮民主主義人民共和国鉄道省の管理となる
- 1950年7月 - 朝鮮戦争により営業中止。
- 1953年7月31日 - 韓国国土交通部の管理のもと再開業。但し実際の列車運行はなされなかった。
- 1965年2月28日 - 正式に廃駅。
- 2027年 - 韓国鉄道公社による東海北部線復旧により再開業予定。

## 隣の駅
東海北部線
公峴津駅 - 杆城駅 - 巨津駅